# Ен Ревир
Ен Ревир (енгл. Anne Revere) је била америчка глумица, рођена 25. јуна 1903. године у Њујорку, а преминула 18. децембра 1990. године у Локаст Валију.

## Филмографија
| Улоге Ен Ревир |                      |               |              |          |
| Година         | Српски назив         | Изворни назив | Улога        | Напомена |
| 1947.          | Џентлменски споразум |               | госпођа Грин |          |
| 1951.          | Место под сунцем     |               | Хана Истман  |          |